# Boletus curtisii
A Boletus curtisii é uma espécie de fungo da família Boletaceae. Possui basidiomas de tamanho pequeno a médio, com um píleo convexo de até 9,5 cm de largura sobre um estipe fino que pode atingir 12 cm de comprimento. Em espécimes novos, o píleo e o estipe são amarelo dourado brilhante, embora a cor se torne amarronzada quando envelhecem. Tanto o estipe quanto o píleo são viscosos ou pegajosos quando novos. Na parte inferior do píleo, há pequenos poros circulares a angulares. O cogumelo é comestível, mas não é atraente. Ele é encontrado no leste e no sul da América do Norte, onde cresce em uma associação micorrízica com árvores de madeira de lei e coníferas. Antes classificado como uma espécie de Pulveroboletus, a cor amarela da B. curtisii é resultado de pigmentos quimicamente distintos dos responsáveis pela coloração amarela dos Pulveroboletus.

## Taxonomia
A espécie foi descrita cientificamente pela primeira vez pelo micologista inglês Miles Joseph Berkeley em 1853. O epíteto específico curtisii homenageia Moses Ashley Curtis, que coletou o holótipo na Carolina do Sul.
O micologista americano William Murrill chamou-a de Ceriomyces curtisii em 1909, mas Ceriomyces (conforme definido por Murrill em 1909) foi posteriormente  incluída em Boletus. Em uma monografia de 1947 sobre boletos da Flórida, Rolf Singer transferiu a espécie para o gênero Pulveroboletus e fez dela o tipo de sua seção recém-descrita Cartilaginei, que contém espécies com um estipe glutinoso ou pegajoso e um himenóforo de cor de couro a marrom. As espécies de Pulveroboletus são caracterizadas pela presença de pigmentos derivados do ácido pulvínico, um composto amarelo-alaranjado encontrado em algumas espécies de Boletales. No entanto, os pigmentos responsáveis pela cor da B.curtisii são totalmente diferentes dos compostos de ácido pulvínico encontrados em espécies de Pulveroboletus, o que invalida o raciocínio quimiotaxonômico para a colocação da espécie em Pulveroboletus. Otto Kuntze colocou a espécie em Suillus, mas ela não possui o véu parcial e os pontos glandulares associados a esse gênero. William Chambers Coker e Alma Beers consideraram a Boletus inflexus de Charles Horton Peck (descrito em Nova York em 1895), bem como a B. carolinensis de Henry Curtis Beardslee, de 1915, como sendo a mesma espécie que B. curtisii. A sinonímia sugerida por Coker e Beer, no entanto, não é reconhecida pelos bancos taxonômicos MycoBank ou Index Fungorum.
Wally Snell considerou que a Boletus carolinensis era a mesma espécie que a B. curtisii. Ele alegou que a primeira espécie foi considerada distinta da segunda em virtude de um estipe uniforme, em vez de reticulado (em forma de rede), embora fossem bastante semelhantes na aparência, bem como no tamanho e formato dos esporos. Snell explicou que, embora nem o texto em inglês nem o texto em latim da descrição original de Berkeley mencionassem um estipe reticulado, uma descrição posterior (1872) de Berkeley caracterizou o estipe como reticulado. Snell pensou que isso poderia ter sido um erro de transcrição ou um erro na descrição da espécie, pois os espécimes de herbário que ele havia examinado não apresentavam essa característica. Ele mudou de ideia alguns anos depois, quando encontrou uma pequena quantidade de reticulação no material coletado por Peck.

## Descrição

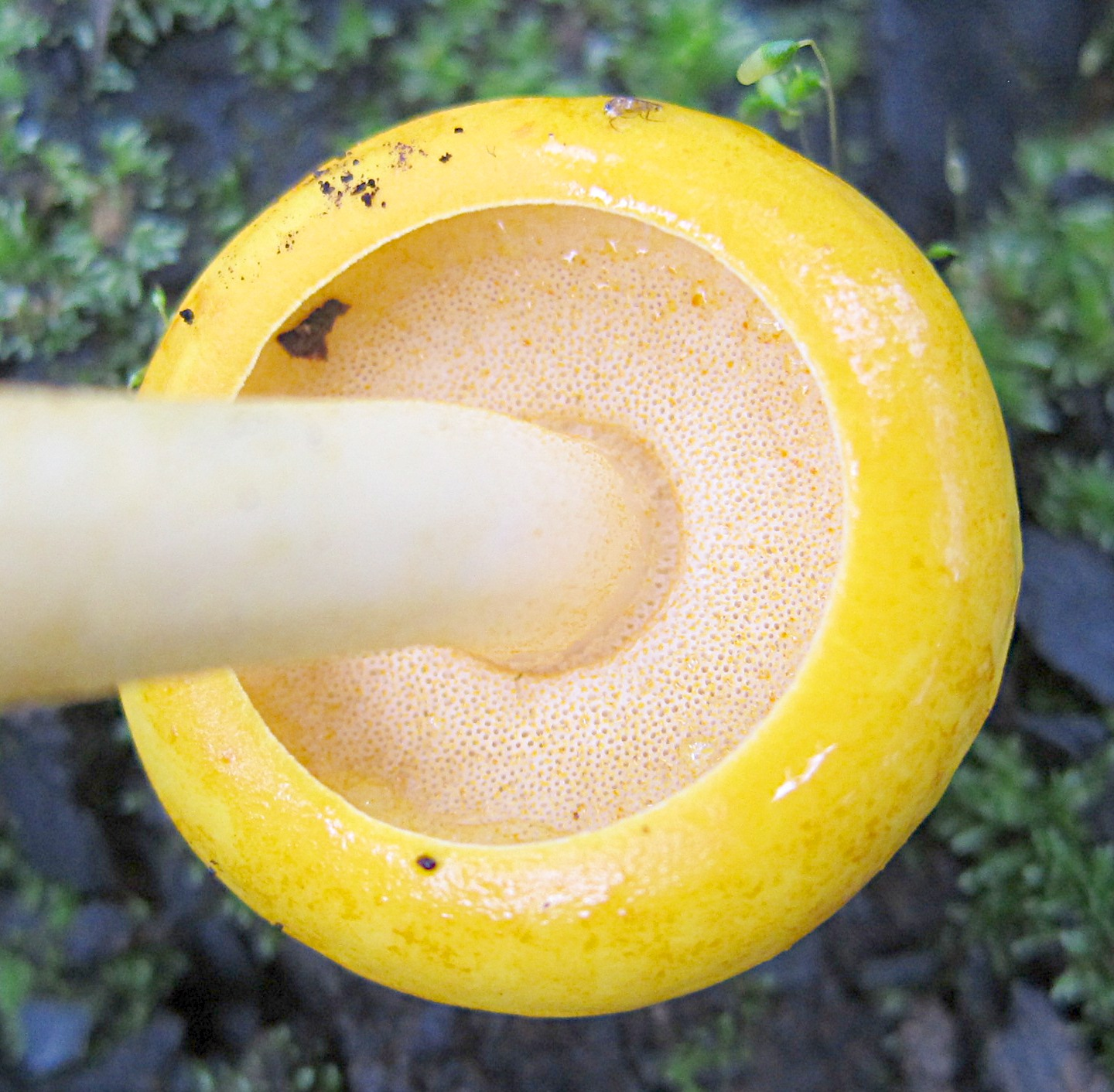
Vista da parte inferior do píleo, mostrando a margem enrolada, os pequenos poros brancos e gotículas de líquido amarelo dourado.

O píleo pode ter de 3 a 9,5 cm de largura e, inicialmente, tem formato obtuso a convexo antes de se tornar amplamente convexo a quase plano quando maduro. A margem do píleo tem uma faixa estreita de tecido estéril que, nos basidiomas novos, é curvada para dentro. A superfície do píleo é um pouco pegajosa quando fresca, lisa e de cor amarelo brilhante a amarelo alaranjado, às vezes com tons marrons ou áreas esbranquiçadas quando madura. A carne esbranquiçada não muda de cor quando exposta ao ar e não tem odor ou sabor característico. Na parte inferior do píleo, a superfície dos poros é inicialmente esbranquiçada a bege ou amarela pálida, mas se torna mais opaca e escura conforme envelhece, muitas vezes deprimida perto do estipe com a maturidade. Ao contrário de outros boletos, a B. curtisii não fica azul quando machucada ou ferida. Os poros são circulares a angulares e existem 2 a 3 por mm; os tubos têm de 6 a 12 mm de profundidade. Os basidiomas novos geralmente apresentam gotículas de líquido amarelo dourado na superfície dos poros (às vezes em abundância), embora isso raramente seja observado em espécimes mais velhos.
O estipe tem de 6 a 12 cm de comprimento, 0,6 a 1,3 cm de espessura e largura aproximadamente igual em toda a extensão. Sua superfície é pegajosa e glutinosa quando fresca, um pouco escorregadia perto do ápice (coberta por escamas soltas), mas lisa embaixo. É amarelo-claro a amarelo até a base, a qual é revestida por um micélio branco e felpudo. O estipe pode ser sólido ou oco. O cogumelo não possui véu parcial nem anel.

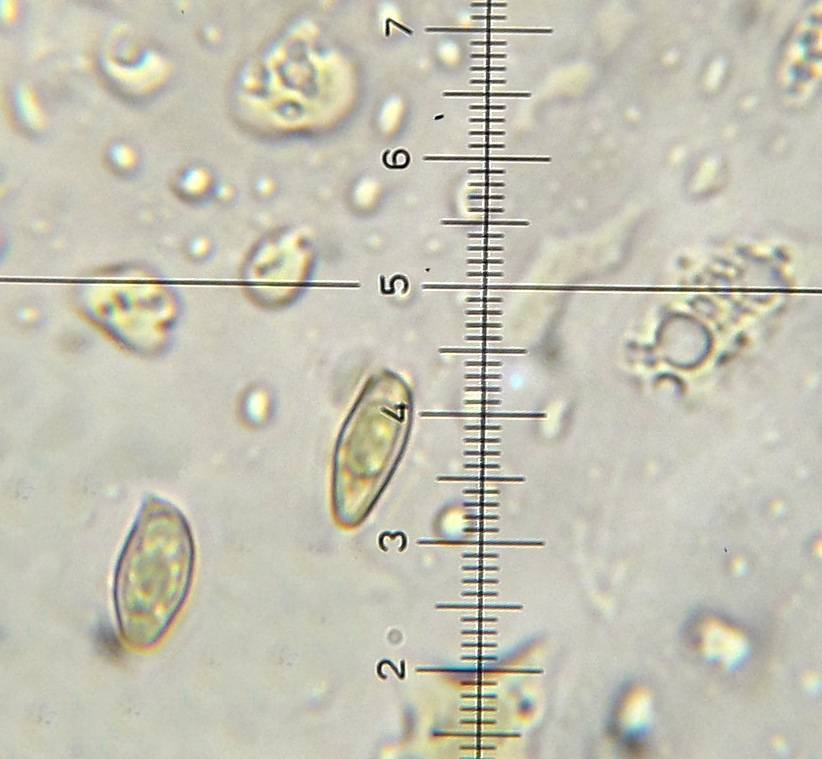
Os esporos lisos e amarelados têm formato elipsoide a um pouco ventricoso. Ampliação de 1000x; as divisões são de 1 μm

A esporada é marrom-oliva. Os esporos têm 9,5 a 17 por 4 a 6 μm, são elipsoides a um pouco ventricosos (inflados em um lado), lisos e amarelados. Os basídios (células portadoras de esporos) têm quatro esporos e medem de 25 a 32 por 6 a 10,8 μm. Os cistídios que revestem o interior dos tubos têm paredes espessas e formato semelhante a espinhos, e dimensões de 43 a 86 por 6,5 a 11 μm. As fíbulas não estão presentes nas hifas.
O cogumelo é comestível, mas não é considerado atraente.

### Espécies semelhantes
A Retiboletus retipes tem uma aparência semelhante, mas se distingue por ter uma cor mais alaranjada a amarelo-alaranjada, não ser tão fino e possuir um estipe nitidamente reticulado.

## Habitat e distribuição
Os cogumelos da B. curtisii crescem isolados, dispersos ou em pequenos grupos no solo em bosques de coníferas ou florestas mistas, geralmente com pinheiros. Os cogumelos geralmente aparecem de agosto a novembro. A distribuição geográfica do fungo é limitada ao leste e sul da América do Norte. Nos Estados Unidos, ele ocorre da Nova Inglaterra até a Flórida ao sul e a oeste até o Texas. A espécie também foi relatada no México.

## Pigmentos
Os basidiomas do Boletus curtisii contêm uma série exclusiva de derivados da molécula cantina-6-ona. Antes dessa descoberta, os alcalóides da cantina-6-ona só eram conhecidos em plantas superiores. Entre os derivados da cantina-6-ona estão os pigmentos que dão ao cogumelo sua cor amarela brilhante, incluindo dois sulfóxidos oticamente ativos chamados curtisina e 9-deoxicurtisina. Borrifar o basidioma com metanol faz com que os pigmentos se dissolvam e a cor desapareça - um fenômeno desconhecido em outros cogumelos boletos. Adicionalmente, borrifar o basidioma com acetona resulta em uma fluorescência verde-amarela visível à luz do dia.

## Links externos
- Boletus curtisii em Index Fungorum

- Descrição e imagens em Mushroom Expert
- Imagens em Mushroom Observer